# Monika Bednarczyk
Monika Bednarczyk, po mężu Zembowicz (ur. 8 maja 1969) – polska siatkarka, reprezentantka i mistrzyni Polski.
W reprezentacji Polski debiutowała 26 czerwca 1990 w towarzyskim spotkaniu z Bułgarią. W 1991 wystąpiła na mistrzostwach Europy, zajmując z drużyną 9. miejsce. Ostatni raz zagrała w reprezentacji Polski w towarzyskim meczu z Czechami - 27 sierpnia 1994. Łącznie wystąpiła w 50 spotkaniach I reprezentacji Polski.
Była wychowanką BKS Stal Bielsko Biała. Debiutowała w ekstraklasie w sezonie 1987/1988, wystąpiła w trzech spotkaniach, od razu sięgając po mistrzostwo Polski. W kolejnym sezonie pomimo zgłoszenia, nie zagrała w rozgrywkach ligowych, sięgnęła natomiast po Puchar Polski. W sezonach 1989/1990 i 1990/1991 występowała w Budowlanych Toruń. Do drużyny z Bielska-Białej powróciła w sezonie 1991/1992, zdobywając z nią wicemistrzostwo Polski w 1992, 1994 i 1995 oraz brązowy medal mistrzostw Polski w 1993. Po sezonie 1994/1995 przeszła do Azotów Chorzów, następnie była zawodniczką Kolejarza Katowice, a od 1999 do 2007 występowała w II-ligowym Orle Kozy, gdzie od 2005 była równocześnie grającym trenerem. Po zakończeniu kariery zawodniczej pozostała w swoim ostatnim klubie na stanowisku trenerskim.